# Náměstí Krále Jiřího z Poděbrad 53 (Cheb)
Měšťanský dům na adrese náměstí Krále Jiřího z Poděbrad 53 v Chebu byl původně postaven v 15. století v gotickém stylu, později byl přestavěn 18. století ve stylu baroka a ve 20. století byl upraven v moderním stylu. Průčelí na náměstí má tři okenní osy, průčelí do úzké Kramářské uličky pak dvě. Střecha domu je sedlová.
Dům je využíván podniky, kronkrétně zde (k roku 2025) sídlí restaurace Bauguetterie Cheb.